# Kent (Minnesota)
Kent és una població dels Estats Units a l'estat de Minnesota. Segons el cens del 2000 tenia 120 habitants.

## Demografia
Segons el cens del 2000, Kent tenia 120 habitants, 41 habitatges, i 28 famílies. La densitat de població era de 243,9 habitants per km².
Dels 41 habitatges en un 39% hi vivien nens de menys de 18 anys, en un 48,8% hi vivien parelles casades, en un 7,3% dones solteres, i en un 31,7% no eren unitats familiars. En el 26,8% dels habitatges hi vivien persones soles el 12,2% de les quals corresponia a persones de 65 anys o més que vivien soles. El nombre mitjà de persones vivint en cada habitatge era de 2,93 i el nombre mitjà de persones que vivien en cada família era de 3,46.
Per edats la població es repartia de la següent manera: un 39,2% tenia menys de 18 anys, un 7,5% entre 18 i 24, un 25,8% entre 25 i 44, un 17,5% de 45 a 60 i un 10% 65 anys o més.
L'edat mediana era de 28 anys. Per cada 100 dones de 18 o més anys hi havia 121,2 homes.
La renda mediana per habitatge era de 30.417 $ i la renda mediana per família de 36.875 $. Els homes tenien una renda mediana de 24.375 $ mentre que les dones 20.750 $. La renda per capita de la població era de 10.595 $. Cap de les famílies i el 4,7% de la població estaven per davall del llindar de pobresa.

## Poblacions més properes
El següent diagrama mostra les poblacions més properes.